# Dicranomyia pulchripes
Dicranomyia pulchripes là một loài ruồi trong họ Limoniidae. Chúng phân bố ở miền Australasia.